# August Joachim Wendt

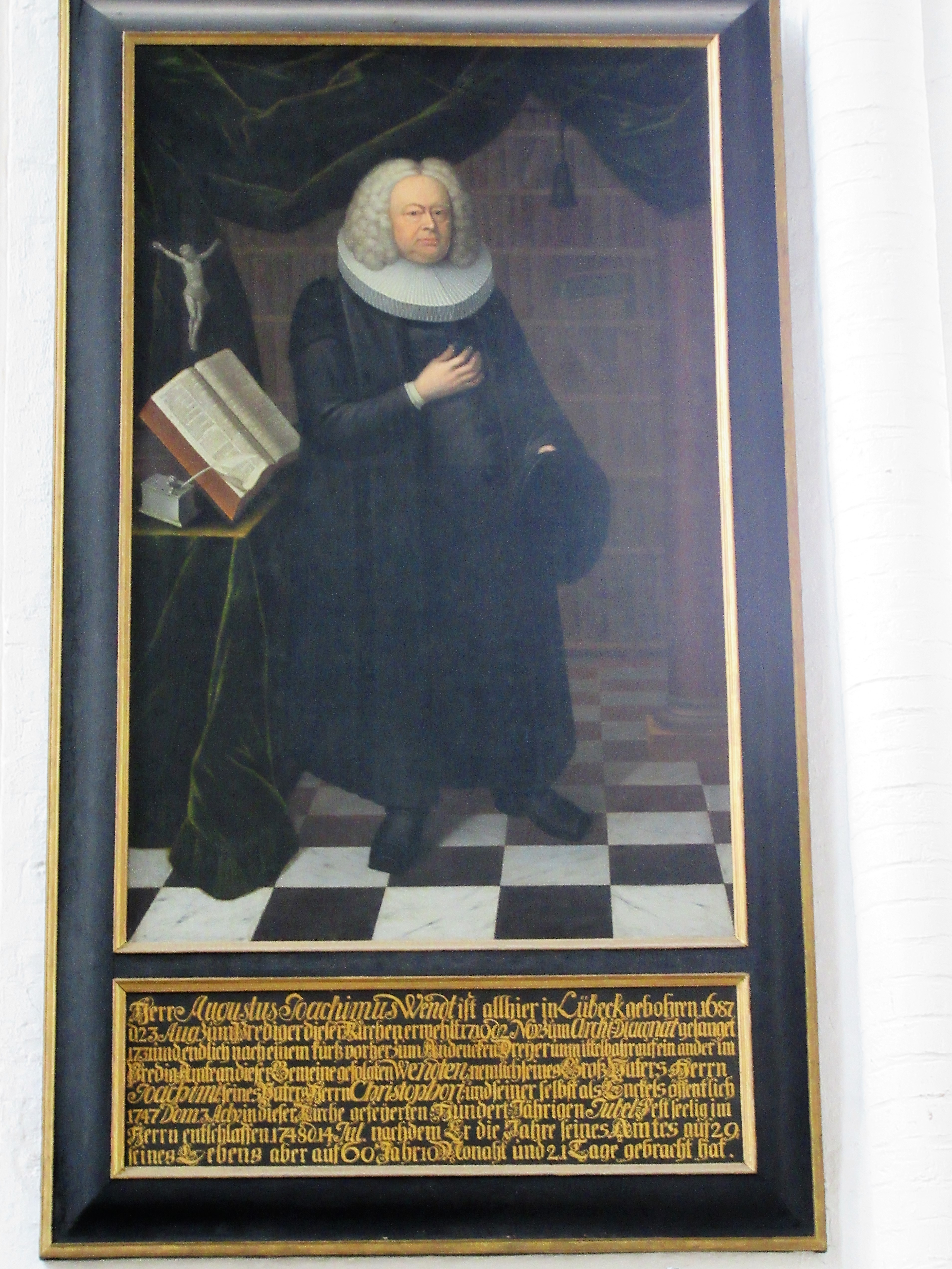
August Joachim Wendt, Pastorenbild im Lübecker Dom

August Joachim Wendt, auch Wend (* 9. August 1685 in Lübeck; † 14. Juli 1748 ebenda) war ein deutscher evangelisch-lutherischer Geistlicher und Archidiaconus am Lübecker Dom.

## Leben
August Joachim Wendt stammte aus einer Pastorenfamilie, die seit 1647 über drei Generationen am Lübecker Dom tätig war. Er war ein Sohn von Christoph Wendt und dessen Frau Anne Charitas († 1715), geb. Stockmann, einer Tochter des Mediziners Paul Joachim Stockmann (1627–1688) und Enkelin von Joachim Stockmann und August Varenius. Joachim Christopher Wendt war sein jüngerer Bruder.
Er besuchte das Katharineum zu Lübeck und hielt hier am 25. November, dem Gedenktag der Heiligen Katharina von Alexandrien, 1706 eine lateinische Abschlussrede de utilissima honestae peregrationis jucunditate. Ab Mai 1707 studierte er an der Universität Rostock, danach auch an der Universität Leipzig Evangelische Theologie.
1711 kam er nach Lübeck zurück und bestand am 12. Mai sein theologisches Examen unter dem Superintendenten Georg Heinrich Götze. Am 2. November 1719 wurde er nach dem Tod seines Vaters zum Diaconus am Dom berufen. 1731 stieg er zum Archidiaconus auf. Am dritten Adventssonntag 1647 feierte er das 100-jährige Amtsjubiläum seiner Familie am Dom mit einem Dankgottesdienst und einem von Caspar Ruetz komponierten Te Deum.
Er starb im Jahr darauf in Folge eines Schlaganfalls auf der Kanzel und wurde in einer neu erworbenen Grabstelle im Querschiff des Doms beigesetzt. An ihn erinnert ein ganzfiguriges Pastorenbild, das früher „über dem Beichtstuhl“ hing und heute im südlichen Chorumgang hängt.

## Schriften
- Georgi[i] Heinrici Goetzi[i] ... Eclogam Theologicam, de Concionatoribus Gratiae, vel Gnaden Predigern. Lübeck: Struck 1719 (Digitalisat', Staatliche Bibliothek Regensburg)